# Linda B. Buck
Linda Brown Buck (Seattle, 29 januari 1947) is een Amerikaans bioloog, die vooral bekend is voor haar werk op het gebied van het reukzintuigsysteem. Voor dit werk won ze in 2004 samen met Richard Axel de Nobelprijs voor de Fysiologie of Geneeskunde.

## Biografie
Buck haalde in 1975 haar B.S. in psychologie en microbiologie aan de Universiteit van Washington. In 1980 haalde ze haar Ph.D. in immunologie aan de University of Texas Southwestern Medical Center at Dallas. Ze deed haar postdoc-werk aan de Columbia-universiteit onder Axel.
Haar primaire interesse was hoe geuren en feromonen worden gedetecteerd in de neus, en geïnterpreteerd in de hersenen. Ze bestudeerde ook het mechanisme met betrekking tot de veroudering en levensduur van de rondworm caenorhabditis elegans.
Samen met Axel schreef ze in 1991 een paper over hun gezamenlijke onderzoek waarbij ze reukzintuigreceptoren kloonden, en hiermee aantoonden dat ze behoren tot de familie van de G-proteïnegekoppelde receptoren. Door het DNA van een rat te bestuderen, stelden ze vast dat er duizend verschillende genen waren voor reukzintuigreceptoren in het genoom van zoogdieren. Hiermee kunnen mensen en dieren de verschillende smaak- en geurstoffen waarnemen en onderscheiden. Tevens vonden ze dat ieder geurcel maar een type reukzintuigreceptor bevat. Dit onderzoek opende de deur naar de genetische en moleculaire analyse van de reukzin.
Buck is lid van de Basic Sciences Division aan het Fred Hutchinson Cancer Research Center, professor in fysiologie en biofysica aan de Universiteit van Washington, en onderzoeker bij het Howard Hughes Medical Institute (HHMI). In 2004 werd ze opgenomen in de National Academy of Sciences.